# Гелен Філдінг
Гелен Філдінг (англ. Helen Fielding; нар. 19 лютого 1958, Морлі, Йоркшир) — англійська письменниця, журналістка та сценаристка. Відома завдяки серії романів про Бріджит Джонс.

## Життєпис
Народилася 19 лютого 1958 року в місті Морлі, графство Йоркшир. Вона була другою дитиною з чотирьох, батько Гелен працював управителем на текстильній фабриці, мати — домогосподарка. У 1982 році батько Гелен помер. Письменниця вивчала англійську мову і літературу в коледжі св. Анни в Оксфорді. Під час навчання у Гелен зав'язуються дружні відносини з групою комічних акторів і письменників, до якої входили зокрема Річард Кертіс і Ровен Аткінсон.
Після закінчення коледжу Гелен починає працювати на «BBC» як регіональний кореспондент новинного каналу, потім вона працювала продюсером різних дитячих, а також розважальних телешоу. У 1985 Гелен провела пряму супутникову радіопередачу з табору біженців в Східному Судані для благодійної акції Comic Relief. Крім цього Гелен була сценаристом і продюсером перших двох серій документального проєкту Comic Relief про гуманітарну катастрофу в Африці. У 1989 вона брала участь у створенні телевізійного документального фільму «Where Hunger is a Weapon» про громадянську війну в Південному Судані. Досвід, отриманий під час роботи над цими проєктами, ліг в основу першого роману Філдінг — Причина успіху (Cause Celeb). Роман був виданий в 1994 році й отримав позитивну оцінку критиків, однак виявився комерційно неуспішним. З 1990 року Хелен працювала в різних газетах, таких як «Sunday Times», «The Independent» і «The Telegraph», як журналіст і оглядач. Після виходу першого роману письменниця почала роботу над другим великим сатирично романом, дія якого мало відбуватися в Карибському морі, проте їй так і не вдалося втілити цей задум у життя.
У 1995 році газета «The Independent» запропонувала Гелен вести колонку, що оповідає про життя самотньої жінки середнього віку в Лондоні. Письменниця відмовилася вести цю колонку від свого імені, вирішивши, що це вимагатиме від неї зайвої відвертості, і запропонувала придумати вигаданий персонаж. У газеті погодилися, і на світ з'явилася Бріджит Джонс. Колонка швидко завоювала популярність, і вже 1996 року вийшов у світ роман «Щоденник Бріджит Джонс», написаний за матеріалами публікацій в газеті. Спочатку роман, отримав гарні відгуки критиків, проте продавався не дуже добре. Однак друге видання у 1997 році стало бестселером і принесло Філдінг світову славу.
Гелен продовжувала вести свою колонку в «The Independent», а потім у «Daily Telegraph» і в 1999 році випустила другу книгу про Бріджит — «Бріджит Джонс: межі розумного». У 2001 році вийшла однойменна екранізація «Щоденника Бріджит Джонс», що збільшила популярність Гелен, яка виступила як сценарист. Книга «Бріджит Джонс: межі розумного» також була екранізована у 2004 році, але успіху першої екранізації не повторила.
Після написання другої книги про Бріджит Гелен Філдінг захотілося трохи «відпочити» від цього персонажа, до того ж читачі й глядачі вперто асоціювали образ Бріджит з самою Гелен, що кілька обтяжувало письменницю. У 2003 році вийшов останній на сьогоднішній момент роман Філдінг — «Олівія Джоулз, або Палка уява». Проте у 2005 році Гелен повернулася до ведення колонки в «The Independent» і можливо нас ще чекає продовження історії Бріджит Джонс.

## Особисте життя
У 1999 році Гелен познайомилася з виконавчим продюсером «мультсеріалу Сімпсони» Кевіном Керреном. Гелен Філдінг довгий час розривається між Лондоном і Лос-Анджелесом, де вони з Кевіном Керреном мешкали. У пари є двоє дітей — Даш (2004) та Ромі (2006). Однак у 2009 році їх стосунки припинилися.

## Екранізації творів та театральні постановки
- «Щоденник Бріджит Джонс» (2001), реж. Шерон Магвайр.
- «Бріджит Джонс: Межі розумного» (2004), реж. Бібан Кідрон.
- «Дитина Бріджит Джонс» (2016), реж. Шарон Магвайр[4].
- «Бріджит Джонс: Закохана у хлопця» (2025), реж. Майкл Морріс

## Нагороди та номінації
- 1997 — Британська книга року;
- 2002 — «Гільдія сценаристів США», в номінації «Найкращий сценарій»
- 2002 — BAFTA в номінації «Найкращий сценарій»
- 2002 — «Evening Standard Award» за найкращий сценарій
- 2013 — «Bollinger Everyman Wodehouse Prize»
- 2013 — «National Book Award»

## Переклади українською
Щоденник Бріджит Джонс / Гелен Філдінґ ; пер. з англ. Лідії Луцан. — Львів : Видавництво Старого Лева, 2017. — 432 с.